# Jules Stewart
Jules Mann-Stewart (Sydney, 27 agosto 1959) è una sceneggiatrice e regista australiana.

## Biografia
Jules Stewart nasce a Sydney, dove continua a vivere fino ad ottenere la laurea all'Università di Sydney.
Trasferitasi negli Stati Uniti d'America, nel marzo del 1985 sposa John Stewart, col quale ha due figli, entrambi attori: il maggiore, Cameron Stewart, e Kristen. Successivamente comincia a lavorare come supervisore della sceneggiatura in alcuni film ad Hollywood.
Il 15 giugno 2010 Jules si separa dal marito John, e, passati due anni e due mesi, chiede il divorzio il 17 agosto 2012.

## Filmografia

### Regista
- K-11 (2012)

### Sceneggiatrice
- K-11, regia di Jules Stewart (2012)

#### Supervisore della sceneggiatura (parziale)
- Delitto al Central Park (The Preppie Murder), regia di John Herzfeld – film TV (1989)
- Resa dei conti a Little Tokyo (Showdown in Little Tokyo), regia di Mark L. Lester (1991)
- Tartarughe Ninja III (Teenage Mutant Ninja Turtles III), regia di Stuart Gillard (1993)
- Chicago Hope – serie TV, episodio pilota (1994)
- Mortal Kombat, regia di Paul W. S. Anderson (1995)
- Una promessa è una promessa (Jingle All the Way), regia di Brian Levant (1996)
- Flubber - Un professore tra le nuvole (Flubber), regia di Les Mayfield (1997)
- Il fuggitivo della missione impossibile (Wrongfully Accused), regia di Pat Proft (1998)
- Una storia vera (The Straight Story), regia di David Lynch (1999)
- Il sesto giorno (The 6th Day), regia di Roger Spottiswoode (2000)
- xXx, regia di Rob Cohen (2002)
- Crank: High Voltage, regia di Mark Neveldine e Brian Taylor (2009)

### Montaggio
- The Comedy Shop – serie TV (1978)
- Wait Until Dark, regia di Barry Davis – film TV (1982)
- Wind Dance, regia di Charles A. Winans – documentario (1986)

### Production manager
- Wait Until Dark, regia di Barry Davis – film TV (1982)
- Wind Dance, regia di Charles A. Winans – documentario (1986)